# 別府湾岸・国東半島海べの道

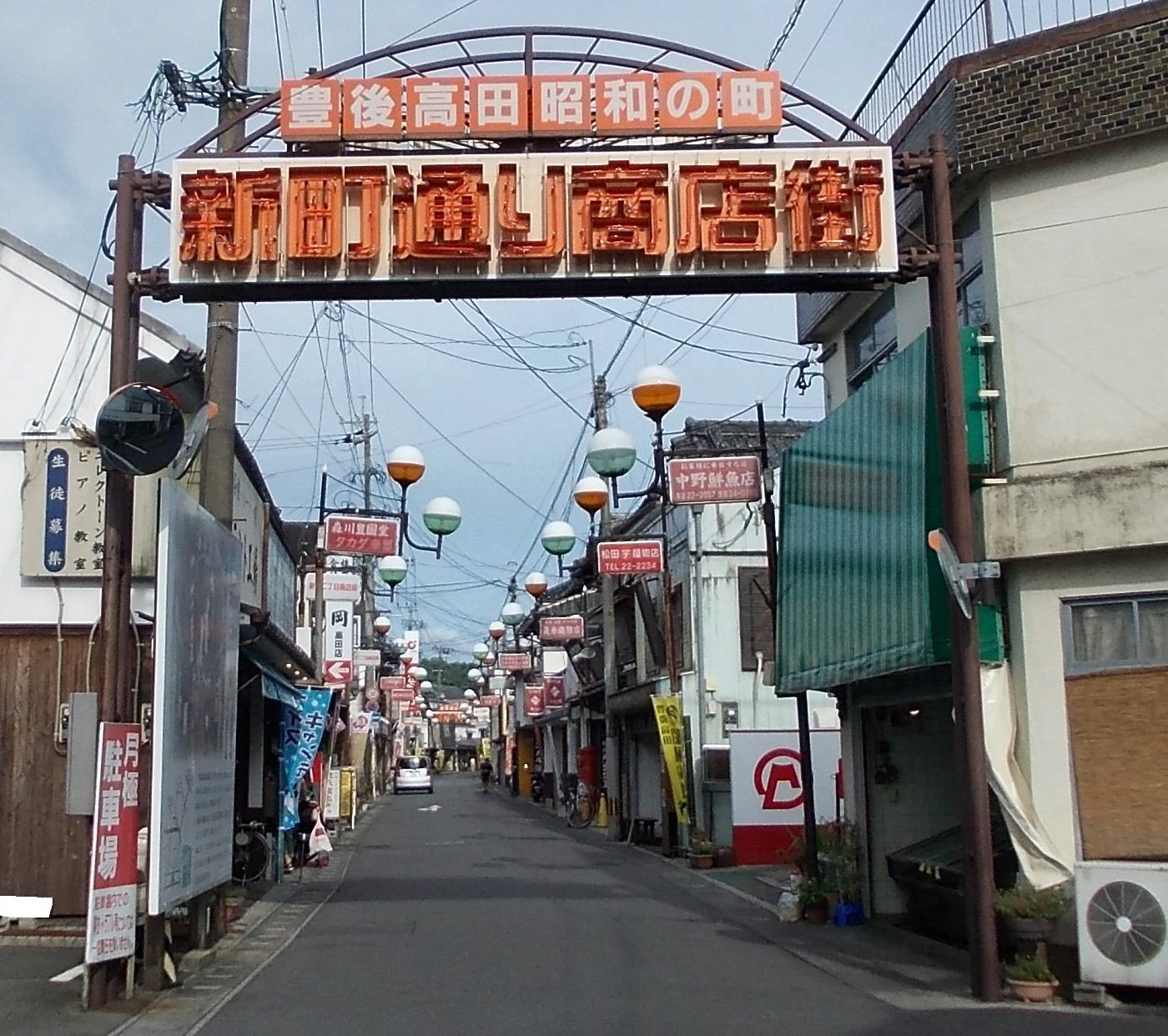
昭和の町

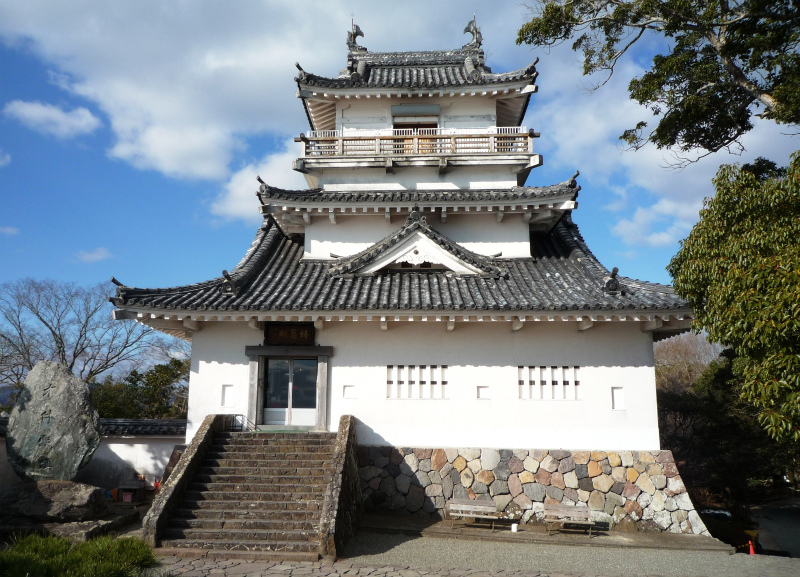
杵築城

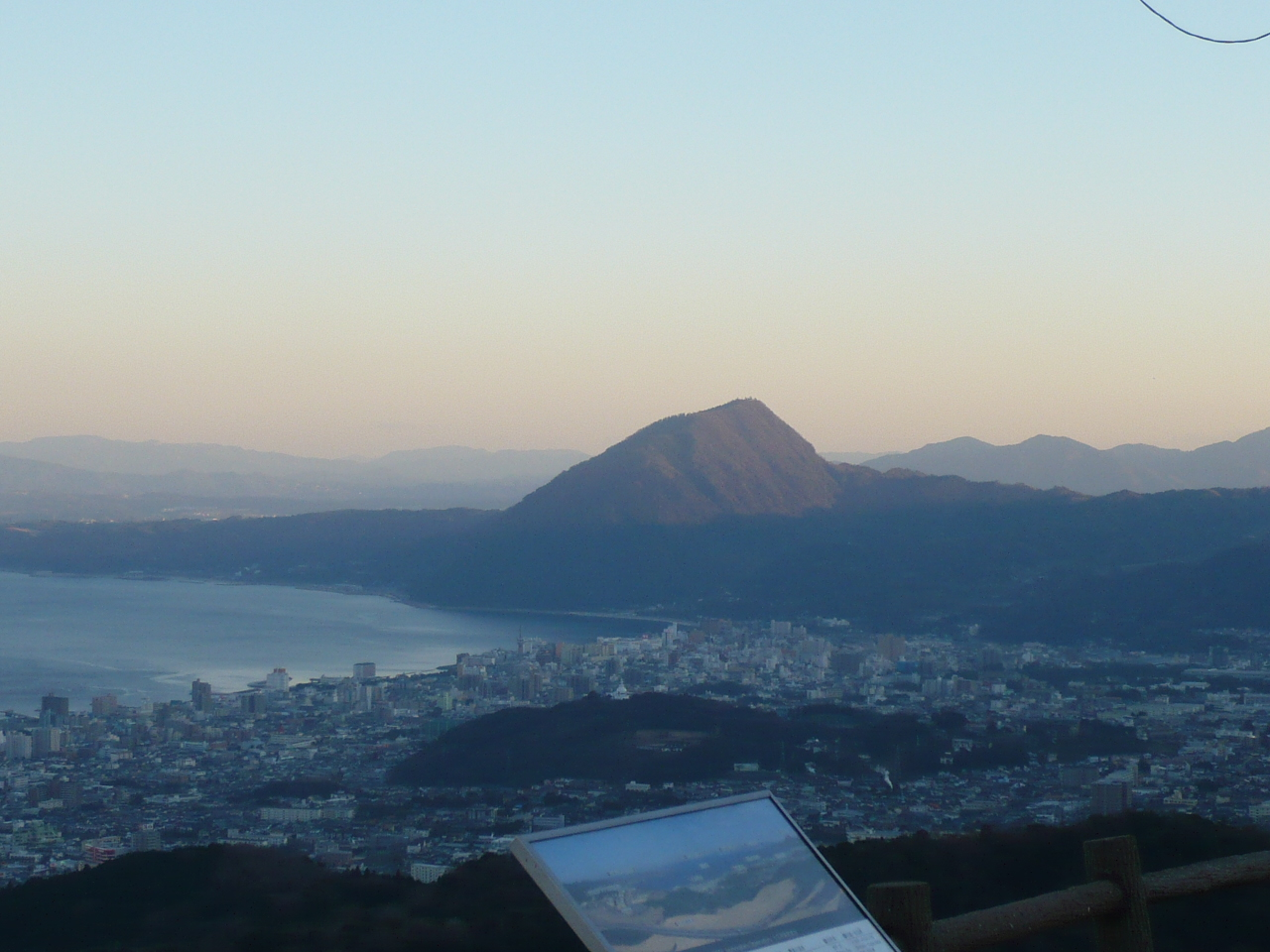
別府湾と高崎山

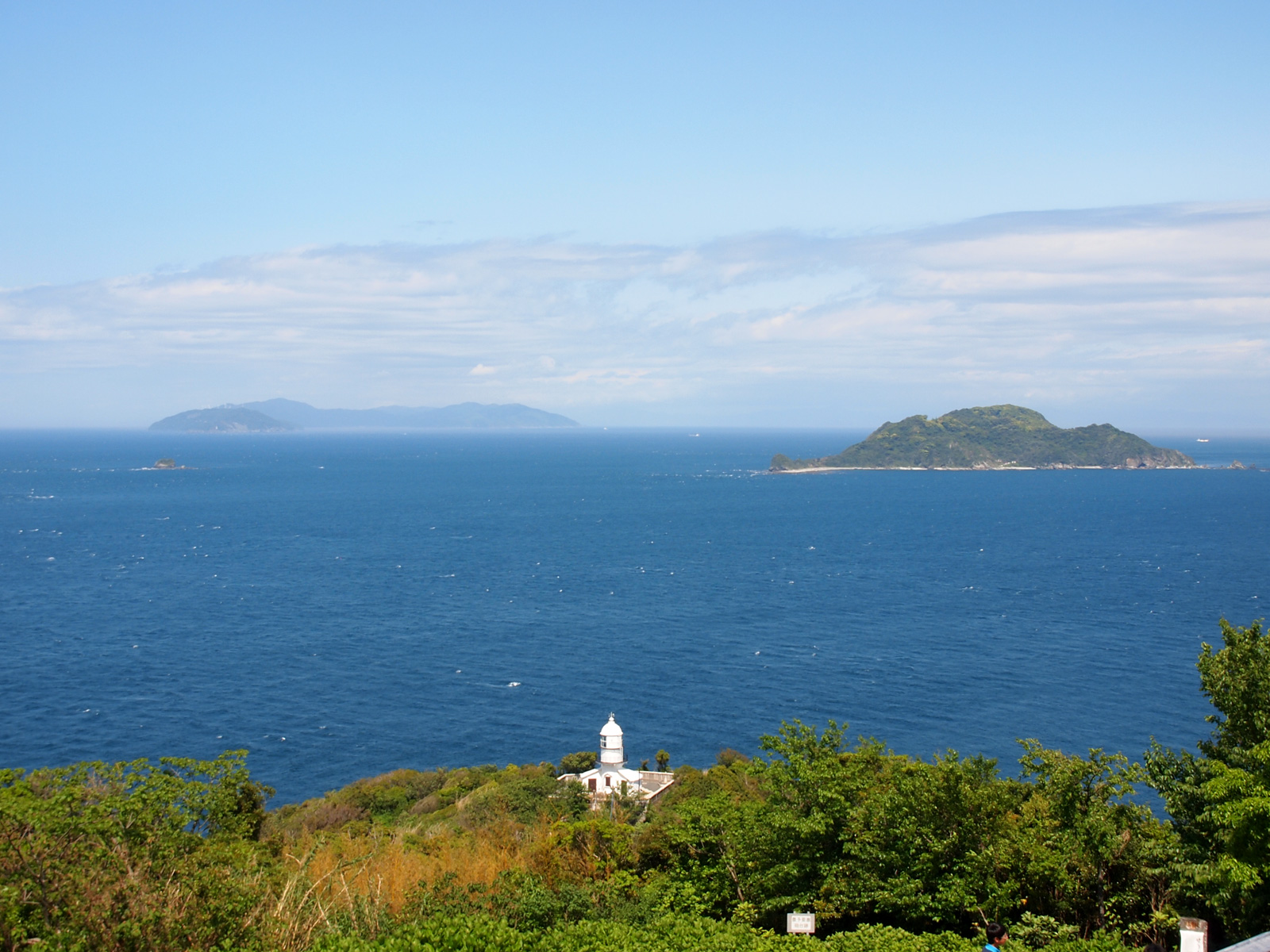
関崎

別府湾岸・国東半島海べの道（べっぷわんがん・くにさきはんとううみべのみち）は、大分県中部から北部にかけての別府湾及び国東半島に沿った道路であり、日本風景街道のひとつである。

## 経緯
2013年（平成25年）3月21日に、全国で129番目、九州で12番目のルートとして日本風景街道に指定された。
2016年（平成28年）、APU立命館アジア太平洋大学の学生の協力を得て、どんどん増えている外国人観光客のために大分市、日出町、杵築市、国東市は【英語】、別府市は【タイ語】、そして豊後髙田市は【韓国語】で観光スポット動画を制作し、日本風景街道 別府湾岸・国東半島海べの道オフィシャルサイト に掲載した。

## 沿道
国東半島を海岸沿いに半周し、別府湾沿いに佐賀関半島に至る総延長約150kmの路線である。

### 沿道の自治体
- 大分県
  - 豊後高田市
  - 国東市
  - 杵築市
  - 速見郡日出町
  - 別府市
  - 大分市

### 主要な道路

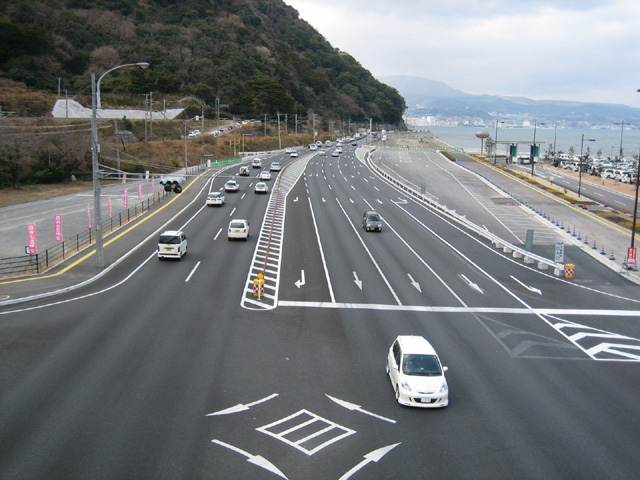
国道10号（高崎山付近）

- 国道213号
- 国道10号
- 大分県道22号大在大分港線
- 国道197号
- 国道217号

### 沿道の名所・旧跡
- 昭和の町
- 真玉海岸
- 六郷満山
- 両子寺
- 住吉浜リゾートパーク
- 杵築城
- 別府温泉
- 高崎山自然動物園
- 関埼灯台

## エリア内の道の駅
- 道の駅くにみ